# Bernd Sturmfels

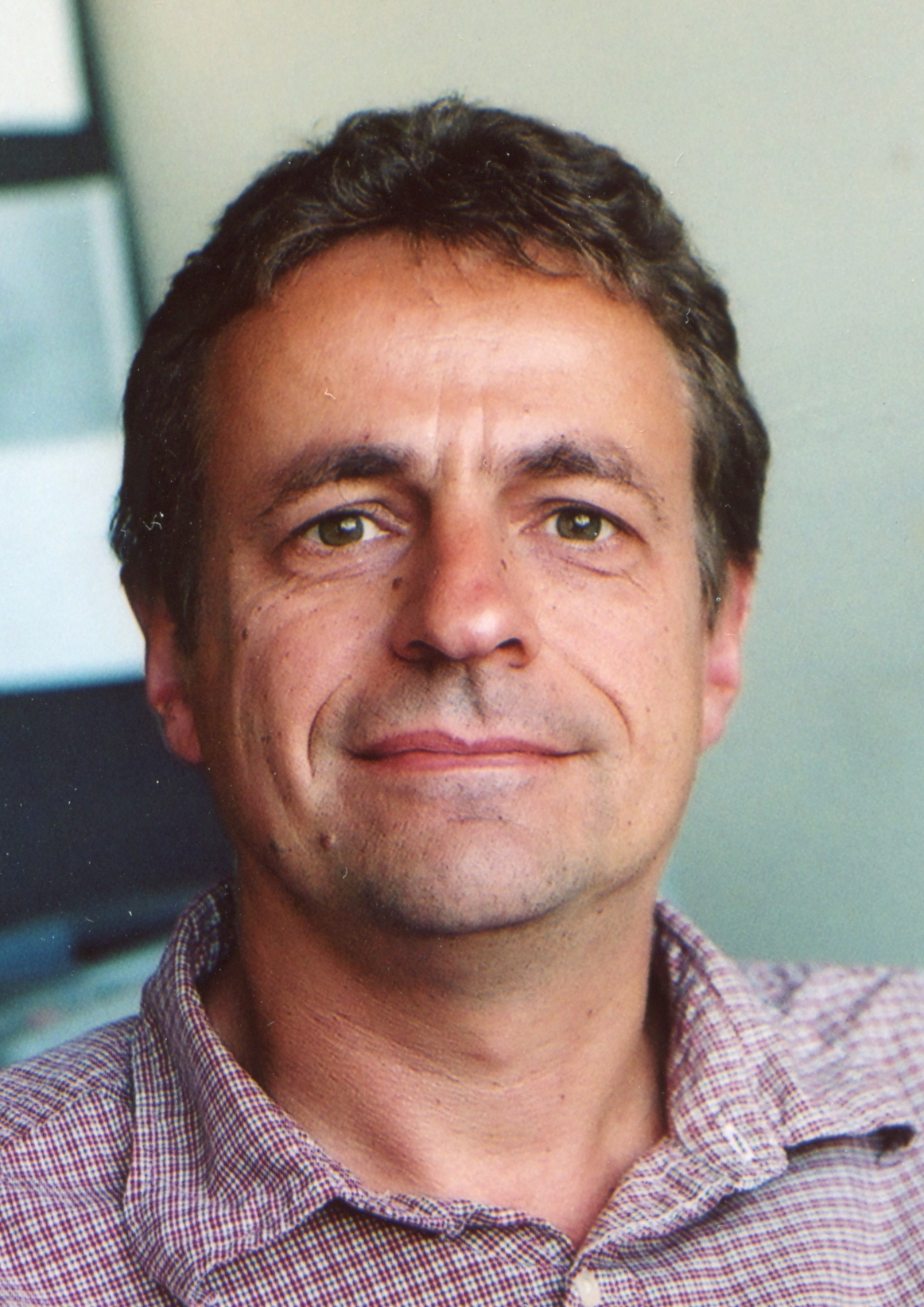
Sturmfels (2005)

Bernd Sturmfels (* 28. März 1962 in Kassel) ist ein deutscher Mathematiker. Er ist seit 2017 Direktor am Max-Planck-Institut für Mathematik in den Naturwissenschaften in Leipzig.

## Biographie
Sturmfels studierte an der TU Darmstadt bei Jürgen Bokowski und ging nach dem Diplom 1985 an die University of Washington in Seattle zu Victor Klee. 1987  wurde er bei Bokowski und Klee promoviert (Oriented Matroids and Combinatorial Convex Geometry,  Computational Synthetic Geometry). Als Post-Doc war er an der University of Minnesota (Institute for Mathematics and its Applications, IMA) und 1988/1989 am Research Institute for Symbolic Computation von Bruno Buchberger in Linz. Danach war  er ab 1989 Assistant Professor an der Cornell University und 1992 Associate Professor. 1994/1995 war er Gastwissenschaftler am Courant Institute of Mathematical Sciences of New York University. Ab 1995 war er an der University of California, Berkeley, wo er Professor für Mathematik, Statistik und Informatik war. 2003/2004 war er Hewlett-Packard-Forschungsprofessor am Mathematical Sciences Research Institute (MSRI) in Berkeley. 1997/1998 war er Gastprofessor am Research Institute for Mathematical Sciences (RIMS) der Universität Kyoto, 2003 John von Neumann Professor an der TU München und 2000 bis 2001 Miller Research Professor in Berkeley. Seit 2017 ist er Direktor am Max-Planck-Institut für Mathematik in den Naturwissenschaften in Leipzig. 
Sturmfels befasst sich mit algebraischer Geometrie und kommutativer Algebra, aber auch mit konvexer Optimierung und diskreter Geometrie, algebraischer Statistik und Anwendungen in der Biologie. Er gilt als Proponent experimenteller Mathematik.

## Auszeichnungen und Mitgliedschaften
Er war in der Studienstiftung des Deutschen Volkes, Packard und Sloan Research Fellow (1991–1993) und 1992–1997 Young Investigator Fellow der National Science Foundation. Er war 2005–2007 George Pólya Lecturer der Mathematical Association of America (MAA) und 2010 John von Neumann Lecturer der Society for Industrial and Applied Mathematics (SIAM), erhielt den Alexander von Humboldt Senior Scientist-Preis und 1999 den Lester Randolph Ford Award. 2004 war er Senior Scholar am Clay Mathematics Institute. Er ist Vizepräsident der American Mathematical Society (2009) und deren Fellow. 2010 erhielt er den Carl B. Allendorfer Award der MAA. Er ist Ehrendoktor der Universität Frankfurt am Main (2015). Für 2018 wurde ihm der George-David-Birkhoff-Preis zuerkannt.
Seit 2015 ist Sturmfels Einstein Visiting Fellow an der Technischen Universität Berlin. 2018 wurde er in die Berlin-Brandenburgische Akademie der Wissenschaften gewählt. 2022 war er eingeladener Sprecher auf dem Internationalen Mathematikerkongress (Beyond linear algebra). 2023 erhielt er gemeinsam mit Johannes Henn (Max-Planck-Institut für Physik, München), Daniel Baumann (Universität Amsterdam, Niederlande) und Nima Arkani-Hamed (Institute for Advanced Study, Princeton, USA) einen Synergy Grant des Europäischen Forschungsrates für das Projekt „Positive Geometry in Particle Physics and Cosmology“.

## Schriften
- mit Ezra Miller: Combinatorial Commutative Algebra. Graduate Texts in Mathematics. Springer, 2004.
- mit Lior Pachter (Herausgeber): Algebraic Statistics for Computational Biology. Cambridge University Press 2005.
- mit Mathias Drton, Seth Sullivant: Lectures on Algebraic Statistics. Oberwolfach Seminars, Band 40. Birkhäuser, Basel 2009.
- Solving Systems of Polynomial Equations. Amer. Math. Soc., CBMS Regional Conferences Series, Band 97. Providence, Rhode Island, 2002.
- mit Nobuki Takayama, Mutsumi Saito: Gröbner Deformations of Hypergeometric Differential Equations. In: Algorithms and Computation in Mathematics. Band 6. Springer, Heidelberg, 1999.
- Gröbner Bases and Convex Polytopes. American Mathematical Society, Univ. Lectures Series, Band 8. Providence, Rhode Island, 1996.
- Algorithms in Invariant Theory. Springer, 1993.
- mit Anders Bjorner, Michel Las Vergnas, Neil White, Günter M. Ziegler: Oriented Matroids. Cambridge University Press, 1993. 2. Auflage 1999.
- mit Jürgen Bokowski: Computational Synthetic Geometry. Lecture Notes in Mathematics, Band 1355. Springer, 1989.
- What is a Gröbner Basis?, Notices AMS 2005 (PDF-Datei; 60 kB)